# Elettariopsis slahmong
Elettariopsis slahmong är en enhjärtbladig växtart som beskrevs av Chong Keat Lim. Elettariopsis slahmong ingår i släktet Elettariopsis och familjen Zingiberaceae. Inga underarter finns listade i Catalogue of Life.